# فرودگاه سئونگمو
فرودگاه سئونگمو (به انگلیسی: Seongmu Airport) (به زبان بومی: 공군사관학교성무비행훈련장) یک فرودگاه نظامی با کد یاتا none است که یک باند فرود بتن دارد و طول باند آن 1219 متر است. این فرودگاه در شهر چئونگ‌جو کشور کره جنوبی قرار دارد و در ارتفاع 79 متری از سطح دریا واقع شده است.